# Liste der Bodendenkmale in Jelmstorf
In der Liste der Bodendenkmale in Jelmstorf sind alle Bodendenkmale der niedersächsischen Gemeinde Jelmstorf aufgelistet. Die Quelle ist der Denkmalatlas Niedersachsen. Der Stand der Liste ist der 13. August 2024.

## Allgemein
In den Spalten finden sich folgende Informationen des Bodendenkmales :
- Lage        : geographische Koordinaten
- Bezeichnung : Bezeichnung lt. Denkmalatlas
- Beschreibung: Beschreibung lt. Denkmalatlas
- ID          : Objekt-ID
- Bild        : Bild, ggf. zusätzlich mit Link zu weiteren Fotos im Medienarchiv Wikimedia Commons.

## Bruchtorf
| Lage                        | Bezeichnung                 | Beschreibung | ID       | Bild |
| --------------------------- | --------------------------- | --- | -------- | ---- |
| 53° 6′ 20″ N, 10° 33′ 25″ O | Bruchtorf 5, Grabhügel      | Durchmesser ca. 13 Meter, in der Mitte völlig ausgehöhlt.                                                                          | 32206466 | BW   |
| 53° 6′ 26″ N, 10° 33′ 31″ O | Bruchtorf 7, Grabhügel      | Rund, Durchmesser ca. 11 Meter und erhaltener Höhe ca. 0,50 Meter.                                                                 | 32209607 | BW   |
| 53° 6′ 25″ N, 10° 33′ 32″ O | Bruchtorf 8, Grabhügel      | Durchmesser ca. 8 Meter und Höhe ca. 0,30 Meter.                                                                                   | 32209608 | BW   |
| 53° 6′ 42″ N, 10° 34′ 0″ O  | Bruchtorf 14, Grabhügel     | Flach, oval mit sehr flach auslaufenden Rändern, Durchmesser ca. 5 Meter und erhaltenen Höhe ca. 0,25 Meter.                       | 32206727 | BW   |
| 53° 7′ 12″ N, 10° 33′ 31″ O | Bruchtorf 22, Grabhügel     | Rest eines Rundhügels, Durchmesser ca. 10 Meter und Höhe noch 0,60 Meter (Erdring).                                                | 32206468 | BW   |
| 53° 6′ 45″ N, 10° 33′ 49″ O | Bruchtorf 23, Großsteingrab | | 32204315 |      |
| 53° 6′ 19″ N, 10° 33′ 24″ O | Bruchtorf 36, Grabhügel     | Flachgewölbt, Durchmesser ca. 10 Meter und Höhe ca. 0,4 Meter, durch langen Kopfstich gestört. Ränder laufen flach aus.            | 32206467 | BW   |
| 53° 6′ 28″ N, 10° 33′ 31″ O | Bruchtorf 37, Grabhügel     | Rund, Durchmesser ca. 20 Meter und erhaltene Höhe ca. 1,60 Meter, mit abgeflachter Kuppe.                                          | 32210716 | BW   |
| 53° 6′ 27″ N, 10° 34′ 3″ O  | Bruchtorf 39, Grabhügel     | Östlich und westlich durch Einsattelungen vom natürlichen Höhenrücken abgesetzt, Durchmesser ca. 15 Meter und Höhe ca. 1,00 Meter. | 32209003 | BW   |
| 53° 7′ 14″ N, 10° 32′ 28″ O | Bruchtorf 41, Grabhügel     | Durchmesser ca. 6 Meter und Höhe ca. 0,20 Meter.                                                                                   | 32209004 | BW   |
| 53° 7′ 14″ N, 10° 32′ 26″ O | Bruchtorf 42, Grabhügel     | Durchmesser ca. 5 Meter und Höhe ca. 0,20 Meter.                                                                                   | 32209005 | BW   |
| 53° 7′ 14″ N, 10° 32′ 25″ O | Bruchtorf 43, Grabhügel     | Rund, Durchmesser ca. 17 Meter und erhaltene Höhe ca. 1 Meter, zentraler Kopfstich, mehrere größere Gesteinsblöcke.                | 32209490 | BW   |
| 53° 7′ 20″ N, 10° 32′ 24″ O | Bruchtorf 44, Grabhügel     | Durchmesser ca. 11 Meter und Höhe ca. 0,80 Metern, flach auslaufende Ränder.                                                       | 32209491 | BW   |
| 53° 7′ 14″ N, 10° 32′ 19″ O | Bruchtorf 45, Grabhügel     | Durchmesser ca. 12 Meter und Höhe ca. 0,60 Meter, flach auslaufende Ränder und Kopfstich.                                          | 32209492 | BW   |
| 53° 7′ 18″ N, 10° 32′ 42″ O | Bruchtorf 48, Grabhügel     | Durchmesser ca. 13 Metern und Höhe ca. 1,80 Metern.                                                                                | 32209513 | BW   |
| 53° 6′ 52″ N, 10° 34′ 14″ O | Bruchtorf 51, Grabhügel     | Rund, Durchmesser 19 m und erhaltenen Höhe 1,60 m. Über den Grabhügel läuft ein Waldweg (1,00 m breit und 0,40 m tief).            | 32204316 | BW   |

### Bruchtorf 11 Rüterberg
ID:32204189; Grabhügelfeld aus drei Grabhügeln mit Durchmessern von 9 bis 21 Metern und Höhen von 0,40 bis 1,40 Metern. Alle Hügel sind nur noch als Erdring erhalten.

| Lage                        | Bezeichnung  | Beschreibung | ID       | Bild |
| --------------------------- | ------------ | --- | -------- | ---- |
| 53° 6′ 46″ N, 10° 33′ 56″ O | Bruchtorf 11 | Rest eines markanten Rundhügels, Durchmesser ca. 22 Metern. Höhe des Erdrings ca. 1,40 Meter, in der Mitte eine Delle.                             | 32210084 | BW   |
| 53° 6′ 47″ N, 10° 33′ 56″ O | Bruchtorf 12 | Rest eines kleinen Rundhügels mit einem Durchmesser von ca. 10 Metern, innen ausgehoben. Der wallartiger Erdring hat eine Höhe von ca. 0,40 Meter. | 32210448 | BW   |
| 53° 6′ 47″ N, 10° 33′ 56″ O | Bruchtorf 13 | Rest eines Rundhügels, Durchmesser ca.12 Meter und erhaltenen Höhe ca. 0,80 Meter, innen ausgehoben.                                               | 32210085 | BW   |

### Bruchtorf 17
ID:32204314; Grabhügelfeld aus 7 Grabhügeln, von denen noch 2 erhalten sind mit Durchmessern von 6 bis 8 Metern und Höhen von 0,40 bis 0,80 Meter. Die Hügel mit der FStNr. 19–21 sind nicht mehr zu erkennen. Die Lage und Maße des Hügels mit der FStNr. 49 ist nicht klar aus zu machen.

| Lage                       | Bezeichnung  | Beschreibung                                                                        | ID       | Bild |
| -------------------------- | ------------ | ----------------------------------------------------------------------------------- | -------- | ---- |
| 53° 7′ 8″ N, 10° 33′ 36″ O | Bruchtorf 17 | Flach gewölbt mit unregelmäßigem Rand, Durchmesser ca. 9 Meter, Höhe ca. 0,8 Meter. | 32210449 | BW   |
| 53° 7′ 8″ N, 10° 33′ 33″ O | Bruchtorf 18 | Durchmesser 6 Meter und Höhe ca. 0,40 Meter.                                        | 32210450 | BW   |
| 53° 7′ 8″ N, 10° 33′ 34″ O | Bruchtorf 19 |                                                                                     | 32210694 | BW   |
| 53° 7′ 8″ N, 10° 33′ 35″ O | Bruchtorf 20 |                                                                                     | 32210695 | BW   |
| 53° 7′ 8″ N, 10° 33′ 35″ O | Bruchtorf 21 |                                                                                     | 32210696 | BW   |
| 53° 7′ 9″ N, 10° 33′ 37″ O | Bruchtorf 49 | Durchmesser ca. 8 Meter und Höhe ca. 0,50 Meter.                                    | 32209000 | BW   |
| 53° 7′ 8″ N, 10° 33′ 35″ O | Bruchtorf 50 | Durchmesser ca. 7 Meter und Höhe ca. 0,80 Meter.                                    | 32209001 | BW   |

## Jelmstorf
| Lage                        | Bezeichnung             | Beschreibung | ID       | Bild |
| --------------------------- | ----------------------- | --- | -------- | ---- |
| 53° 5′ 55″ N, 10° 29′ 50″ O | Jelmstorf 10, Grabhügel | Annähernd rund, Durchmesser ca. 15 Meter und Höhe ca. 1,6 Meter, Kuppe sehr markant ausgeprägt. | 32210604 | BW   |
| 53° 5′ 55″ N, 10° 29′ 52″ O | Jelmstorf 11, Grabhügel | Durchmesser ca. 16 Meter und Höhe ca. 1,7 Meter, Kuppe kräftig gewölbt und ungleichmäßig geformt. | 32210873 | BW   |
| 53° 5′ 55″ N, 10° 29′ 53″ O | Jelmstorf 12, Grabhügel | Durchmesser ca. 9 Meter und Höhe ca. 0,6 Meter, mit flach gewölbter Kuppe. | 32210874 | BW   |
| 53° 5′ 55″ N, 10° 29′ 55″ O | Jelmstorf 13, Grabhügel | Flach gewölbt, Durchmesser ca. 10 Meter und Höhe ca. 0,8 Meter. | 32210875 | BW   |
| 53° 5′ 55″ N, 10° 29′ 47″ O | Jelmstorf 14, Grabhügel | Rest eines Grabhügels mit ehemaligem Durchmesser ca. 8 Meter und Höhe ca. 1,1 Meter, stark angegraben. | 32209286 | BW   |
| 53° 5′ 55″ N, 10° 29′ 48″ O | Jelmstorf 15, Grabhügel | Durchmesser ca. 11 Meter und Höhe ca. 1,2 Meter. | 32209287 | BW   |
| 53° 5′ 55″ N, 10° 29′ 49″ O | Jelmstorf 16, Grabhügel | Durchmesser ca. 6 Meter und Höhe ca. 0,3 Meter mit abgeflachter Kuppe. | 32210603 | BW   |
| 53° 5′ 55″ N, 10° 29′ 50″ O | Jelmstorf 17, Grabhügel | Kräftig gewölbt, Durchmesser ca. 17 Metern und Höhe ca. 1,8 Metern. Rand gut abgesetzt. | 32209537 | BW   |
| 53° 5′ 56″ N, 10° 29′ 51″ O | Jelmstorf 18, Grabhügel | Durchmesser ca. 15 Meter und Höhe ca. 1,3 Meter, Kuppe kräftig gewölbt. | 32209539 | BW   |
| 53° 5′ 56″ N, 10° 29′ 50″ O | Jelmstorf 19, Grabhügel | Durchmesser ca. 7 Meter und Höhe ca. 0,3 Meter. | 32209889 | BW   |
| 53° 5′ 56″ N, 10° 29′ 49″ O | Jelmstorf 20, Grabhügel | Leicht abgeflacht, Rund, Durchmesser ca. 11 Meter und Höhe ca. 1 Meter. | 32209538 | BW   |
| 53° 5′ 56″ N, 10° 29′ 48″ O | Jelmstorf 21, Grabhügel | Durchmesser ca. 10 Meter und Höhe ca. 1 Meter. | 32209888 | BW   |
| 53° 5′ 56″ N, 10° 29′ 47″ O | Jelmstorf 22, Grabhügel | Durchmesser ca. 19 Meter und Höhe ca. 2,4 Meter. | 32210262 | BW   |
| 53° 5′ 56″ N, 10° 29′ 47″ O | Jelmstorf 23, Grabhügel | | 32210263 | BW   |
| 53° 5′ 57″ N, 10° 29′ 49″ O | Jelmstorf 24, Grabhügel | Ausgegraben, wurde nicht wieder aufgeschüttet, sondern offen gelassen. 2 Steinkränze und Steinsetzungen der Bestattungen. Ursprünglich markanter Rundhügel mit Durchmesser von 22 Metern und Höhe von 2 Metern. | 32210521 | BW   |
| 53° 5′ 57″ N, 10° 29′ 51″ O | Jelmstorf 25, Grabhügel | Annähernd rund, Durchmesser ca. 13 Meter und Höhe ca. 1,5 Meter, mit kräftig gewölbten Kuppe. | 32210772 | BW   |
| 53° 5′ 56″ N, 10° 29′ 53″ O | Jelmstorf 26, Grabhügel | Flach (?) gewölbt, Durchmesser ca. 17 Meter und Höhe ca. 1,1 Meter mit unregelmäßiger Oberfläche. | 32210773 | BW   |
| 53° 5′ 57″ N, 10° 29′ 50″ O | Jelmstorf 27, Grabhügel | Kräftig gewölbt, Durchmesser ca. 18 Meter und Höhe ca. 1,2 Meter. | 32208924 | BW   |
| 53° 5′ 58″ N, 10° 29′ 52″ O | Jelmstorf 28, Grabhügel | Langoval, kräftig gewölbt(Nord-Süd gerichtet), Länge ca. 19 Meter, Breite ca. 14 Meter und Höhe ca. 1,4 Meter.                                                                                                  | 32210522 | BW   |
| 53° 5′ 57″ N, 10° 29′ 53″ O | Jelmstorf 29, Grabhügel | Kräftig gewölbt, Durchmesser ca. 13 Meter und Höhe ca. 1,1 Meter. Ränder gut abgesetzt. | 32208925 | BW   |
| 53° 5′ 58″ N, 10° 29′ 53″ O | Jelmstorf 30, Grabhügel | Sehr flach, Durchmesser ca. 11 Meter und Höhe ca. 0,6 Meter. Ränder laufen unscharf aus. | 32203135 | BW   |
| 53° 5′ 57″ N, 10° 29′ 55″ O | Jelmstorf 31, Grabhügel | Langoval, Nord-Süd orientiert, Länge ca. 17 Meter, Breite ca. 11 Meter und Höhe ca. 1,1 Meter, kräftig gewölbte Kuppe und Rand gut abgesetzt.                                                                   | 32208926 | BW   |
| 53° 5′ 58″ N, 10° 29′ 49″ O | Jelmstorf 32, Grabhügel | Rest eines kräftig gewölbten Hügels, Durchmesser ca. 10 Meter und Höhe ca. 1,3 Meter, zur Hälfte erhalten. | 32210774 | BW   |
| 53° 5′ 59″ N, 10° 29′ 50″ O | Jelmstorf 33, Grabhügel | Flach gewölbt, Nord-Süd gerichtet, Länge ca. 17 Meter, Breite ca. 12 Meter und Höhe ca. 1,3 Meter. | 32203391 | BW   |
| 53° 6′ 1″ N, 10° 29′ 53″ O  | Jelmstorf 34, Grabhügel | | 32203392 | BW   |
| 53° 6′ 0″ N, 10° 29′ 49″ O  | Jelmstorf 35, Grabhügel | Kräftig gewölbt, Durchmesser ca. 12 Meter und Höhe ca. 1,3 Meter. Rand gut abgesetzt und die Kuppe etwas abgeflacht.                                                                                            | 32203393 | BW   |
| 53° 6′ 1″ N, 10° 29′ 51″ O  | Jelmstorf 36, Grabhügel | Durchmesser ca. 14 Meter und Höhe ca. 1,7 Meter. | 32209890 | BW   |
| 53° 5′ 59″ N, 10° 29′ 52″ O | Jelmstorf 39, Grabhügel | Kräftig gewölbt, Durchmesser ca. 15 Meter und Höhe ca. 1,7 Meter. Rand ist gut abgesetzt und die Kuppe etwas abgeflacht.                                                                                        | 32203137 | BW   |
| 53° 6′ 2″ N, 10° 29′ 51″ O  | Jelmstorf 40, Grabhügel | Hochgewölbt, Durchmesser ca. 13 Meter und Höhe ca. 2,50 Meter. Rand gut abgesetzt. | 32203636 | BW   |
| 53° 6′ 3″ N, 10° 29′ 51″ O  | Jelmstorf 41, Grabhügel | Kräftig aufgewölbt, Durchmesser ca. 15 Meter und Höhe ca. 1,3 Meter, gut abgesetzte Ränder. | 32203634 | BW   |
| 53° 6′ 2″ N, 10° 29′ 58″ O  | Jelmstorf 43, Grabhügel | Flach gewölbt, Durchmesser ca. 15 Meter und Höhe ca. 1, 20 Meter. | 32203635 | BW   |
| 53° 6′ 3″ N, 10° 29′ 59″ O  | Jelmstorf 44, Grabhügel | Durchmesser ca. 19 Meter und Höhe ca. 1,3 Meter, etwas vom Acker angeschnitten und Kuppe etwas abgeflacht. | 32203997 | BW   |
| 53° 6′ 4″ N, 10° 29′ 57″ O  | Jelmstorf 45, Grabhügel | Kräftig gewölbt,Durchmesser ca. 21 Meter und Höhe ca. 2,2 Meter. | 32203999 | BW   |
| 53° 6′ 4″ N, 10° 29′ 59″ O  | Jelmstorf 46, Grabhügel | Kräftig gewölbt, Durchmesser ca. 19 Meter und Höhe ca. 2,2 Meter, etwas vom Acker angeschnitten. | 32204140 | BW   |
| 53° 6′ 6″ N, 10° 29′ 58″ O  | Jelmstorf 49, Grabhügel | Stark zerwühlt, Durchmesser ca. 14 Meter und Höhe ca. 2,1 Meter, etwas angepflügt. | 32204141 | BW   |
| 53° 6′ 7″ N, 10° 29′ 58″ O  | Jelmstorf 50, Grabhügel | Flachgewölbt, Durchmesser ca. 22 Meter und Höhe ca. 2,4 Meter. | 32203136 | BW   |
| 53° 6′ 9″ N, 10° 29′ 54″ O  | Jelmstorf 52, Grabhügel | Ebenmäßig, kräftig gewölbt, Durchmesser ca. 19 Meter und Höhe ca. 1,6 Meter, Ränder gut abgesetzt. | 32204142 | BW   |
| 53° 6′ 7″ N, 10° 29′ 54″ O  | Jelmstorf 53, Grabhügel | Sanft gewölbt, Durchmesser ca. 18 Meter und Höhe ca. 1,8 Meter, angegraben. | 32204391 | BW   |
| 53° 6′ 4″ N, 10° 29′ 55″ O  | Jelmstorf 54, Grabhügel | Kräftig gewölbt, Durchmesser ca. 15 × 23 Meter und Höhe ca. 2,2 Meter, durch Kopfstich gestört. | 32204392 | BW   |
| 53° 6′ 4″ N, 10° 29′ 52″ O  | Jelmstorf 55, Grabhügel | Rest eines Grabhügels, Durchmesser ,ca. 13 Meter und Höhe ca. 0,9 Meter, quer eine tiefe Rinne gegraben. | 32204515 | BW   |
| 53° 6′ 5″ N, 10° 29′ 52″ O  | Jelmstorf 56, Grabhügel | Kräftig gewölbt, oval (Nord-Süd gerichtet), Länge ca. 22 Meter, Breite ca. 19 Meter und Höhe ca. 1,8 Meter. | 32204516 | BW   |
| 53° 6′ 6″ N, 10° 29′ 52″ O  | Jelmstorf 57, Grabhügel | Flach gewölbt, Durchmesser ca. 16 Meter und Höhe 1,8 Meter. | 32204514 | BW   |
| 53° 6′ 8″ N, 10° 29′ 52″ O  | Jelmstorf 58, Grabhügel | Flach gewölbt, Durchmesser ca. 20 Meter und Höhe ca. 2 Meter, Kuppe abgeflacht. | 32203154 | BW   |
| 53° 6′ 9″ N, 10° 29′ 53″ O  | Jelmstorf 59, Grabhügel | Flach gewölbt, Durchmesser ca. 18 Meter und Höhe ca. 1,8 Meter, im Norden leicht von Ackerland angeschnitten.                                                                                                   | 32203425 | BW   |
| 53° 6′ 7″ N, 10° 29′ 51″ O  | Jelmstorf 61, Grabhügel | Flach gewölbt, Durchmesser ca. 19 × 23 Meter und Höhe ca. 1,8 Meter, im Südbereich schanzartig abgegraben. | 32204390 | BW   |
| 53° 6′ 8″ N, 10° 29′ 50″ O  | Jelmstorf 62, Grabhügel | Kräftig gewölbt, Durchmesser ca. 20 Meter und Höhe ca. 1,2 Meter, von Wall umgeben. | 32203155 | BW   |
| 53° 6′ 9″ N, 10° 29′ 50″ O  | Jelmstorf 63, Grabhügel | Rest eines anscheinend flach gewölbten Grabhügels, Durchmesser ,ca. 11 × 23 Metern und Höhe ca. 1 Meter, eine Hälfte noch schwach zu erkennen, die andere Hälfte vom Acker angeschnitten.                       | 32203998 | BW   |
| 53° 6′ 17″ N, 10° 29′ 51″ O | Jelmstorf 67, Grabhügel | Durchmesser ca. 18 Metern und Höhe ca. 1,60 Meter. | 32203427 | BW   |
| 53° 5′ 57″ N, 10° 29′ 56″ O | Jelmstorf 68, Grabhügel | Flach gewölbt, Durchmesser ca. 17 Meter und Höhe ca. 1,2 Meter, südlicher Rand von Weg angeschnitten. | 32203797 | BW   |
| 53° 5′ 54″ N, 10° 29′ 55″ O | Jelmstorf 69, Grabhügel | Durchmesser ca. 11 Meter und Höhe ca. 0,8 Meter. | 32203426 | BW   |
| 53° 5′ 57″ N, 10° 29′ 48″ O | Jelmstorf 70, Grabhügel | Flach gewölbt, Durchmesser ca. 13 Meter und Höhe ca. 1,2 Meter, gleichmäßig geformt (restauriert). | 32204414 | BW   |
| 53° 6′ 9″ N, 10° 30′ 19″ O  | Jelmstorf 77, Grabhügel | Leicht oval, flach (Nord-Süd gerichtet), Länge ca. 18 Metern und Breite ca. 14 Metern. | 32206728 | BW   |
| 53° 6′ 9″ N, 10° 30′ 49″ O  | Jelmstorf 89, Grabhügel | Rund, gut abgesetzt, Durchmesser ca. 17 Meter und Höhe von ca. 1,80 Meter, südlicher Hügelfuß durch Ackerrand abgeschnitten.                                                                                    | 32210131 | BW   |